# Enoploteuthis higginsi
Enoploteuthis higginsi är en bläckfiskart som beskrevs av Burgess 1982. Enoploteuthis higginsi ingår i släktet Enoploteuthis och familjen Enoploteuthidae. Inga underarter finns listade i Catalogue of Life.